# Der Schut (Film)
Der Schut ist ein Abenteuerfilm aus dem Jahr 1964. Die Produktion aus der Reihe der deutschen Karl-May-Filme entstand unter der Regie von Robert Siodmak. In den Hauptrollen sind Lex Barker und Marie Versini zu sehen.
„Der Schut“ war der erste Karl-May-Film der 1960er Jahre, der im Orient spielt, und ist der einzige der Orientfilme, zu dem Martin Böttcher die Musik komponiert hat. Durch die Wüste, 1936 verfilmt, war der erste Band des Orientzyklus. Nach der Reihenfolge der Bücher hätte Der Schut eigentlich erst nach Durchs wilde Kurdistan produziert werden dürfen, da er den Abschluss des Orientzyklus bildet.
Die literarische Vorlage des Films, die Erzählung Der Schut, ist Bestandteil des sechsteiligen Orientzyklus, der im Vorderen Orient und auf dem Balkan spielt, damals Teile des Osmanischen Reiches. Die Hauptpersonen sind Kara Ben Nemsi, sein Freund Hadschi Halef Omar, der französische Geschäftsmann Henry Galingré und der erbarmungslose Schurke Schut.

## Handlung
Kara Ben Nemsi und der tollpatschige Hadschi Halef Omar ziehen durch den damals von den Türken besetzten Balkan einem gefährlichen Abenteuer entgegen. Es gilt, den grausamen Banditen zu jagen, der unter dem Namen „Der Schut“ das Land in Angst und Schrecken versetzt. Die Spur des Banditen ist gezeichnet von Mord, Folter und Brandstiftung.
Er hat den Franzosen Henry Galingré verschleppt, einen Freund Kara Ben Nemsis. Annette, die Ehefrau Galingrés, schließt sich der Suchexpedition an, die in unwegsames Gebirge vordringt. In einem brennenden kleinen Dorf finden sie das sadistische Zeichen des Verbrechers: ein an die Türe genageltes, abgeschnittenes Ohr. Ein alter Bauer, den die Verbrecher gefesselt zurückgelassen haben, erzählt, dass seine Söhne erschlagen worden seien und seine Tochter Tschita von den Helfern des Schuts entführt worden sei.
Die Helfer des Schuts versuchen, sich das Mädchen gefügig zu machen, und missbrauchen sie. Tschita wehrt sich verzweifelt. Daher wollen sie sie in eine Zelle sperren, um ihre Widerstandskraft zu brechen. Doch es gelingt ihr zu fliehen. Sie bittet auf der Flucht den Teppichhändler Kara Nirwan, der ihr in einer Kutsche begegnet, um seine Hilfe. Nirwan bringt sie in seinem Haus unter und erweist sich als Kavalier. Tschitas Misstrauen erwacht jedoch, als sie von ihm erfährt, dass er Zeuge des Überfalls auf ihr Vaterhaus war und auch über den Aufenthaltsort des Franzosen Galingré informiert ist. Er ist der berüchtigte Oberschurke, der Schut.
Zwischen der Gruppe Kara Ben Nemsis und den Banditen kommt es zwischenzeitlich zu einem Kampf auf Leben und Tod. Die Banditen werden geschlagen. Der Schut befindet sich jedoch nicht unter den Verbrechern. Auch von Galingré entdecken sie keine Spur.
Erschöpft legen sie sich vor der Hütte eines Ziegenhirten zur Nachtruhe nieder. Nur Hadschi Halef streift, von Neugierde getrieben, allein durch den Wald und entdeckt den Ziegenhirten, aufgehängt an einem Baum. Nach kurzer Zeit schon wird er von den Schurken des Schut überfallen und in ihre Unterkunft verschleppt. Wieder kommt es zum Kampf, bei dem Kara seinen Freund befreien kann. Inzwischen war es Kara klar geworden, dass der Teppichhändler Nirwan der Schut sein müsse. Auf dem Weg zu dessen Residenz kommt es zu einem Kampf mit den Aladschys, die vom Schut auf die Gruppe um Kara gehetzt wurden. Kara kann den Kampf für sich entscheiden. Als Kara sich entschließt, offizielle Hilfe zu holen, um dem Schut das Handwerk zu legen, wird er von korrupten Beamten festgenommen und dem Schut übergeben.
Hadschi Halef gelingt es, mit Hilfe von Kara Ben Nemsis Ferman (einem Empfehlungsschreiben des Padischahs, des türkischen Sultans), die Provinzpolizei zum Eingreifen zu bewegen. So werden die Banditen schließlich überwältigt. Nur der Schut entkommt. Während Tschita und Galingré befreit werden, jagen Kara und Halef den Verbrecher. Im abschließenden Verfolgungsritt versucht der Schut, mit seinem Pferd über eine Schlucht zu springen und stürzt in den Tod. Karas Pferd Rih dagegen schafft den Sprung. Nachdem Kara abgestiegen ist, um nach dem Schut zu sehen, wird Rih erschossen und stirbt in den Armen von Kara Ben Nemsi. Der Film endet mit der Verabschiedung Kara Ben Nemsis von Hadschi Halef und dem Versprechen ihm aus seiner Heimat zu schreiben.

## Produktion
Nach dem Erfolg von Der Schatz im Silbersee der Rialto Film plante der Produzent Artur Brauner eigene Karl-May-Filme. Aufgrund eines Gutachtens seiner Dramaturgin Ilona Reszkowa vom 31. Januar 1963 entschied er sich für die Verfilmung des Romans Der Schut. Im Mai 1963 begann der exklusiv für Brauners Studio schreibende Autor Rolf Schulz mit der Arbeit, zu Weihnachten 1963 war das Manuskript fertig. Hans Wollschläger bezeichnete in seinem Gutachten vom 28. Januar 1964 den Drehbuch-Entwurf jedoch als völlig missraten. Dagegen nahm Brauner ein von Georg Marischka vorgelegtes Drehbuch ohne Änderungswünsche ab. Nachdem die Constantin Film mit Rücksicht auf Horst Wendlandt es ablehnte, den Film zu verleihen, gewann Brauner Ilse Kubaschewskis Gloria. Als Regisseur sah er Jürgen Roland vor, doch da dieser Terminschwierigkeiten hatte, engagierte er den nur noch wenig beschäftigten Robert Siodmak.
Die Dreharbeiten begannen am 31. März 1964 in Belgrad in dem Originalhaus Konak Knjeginje Ljubice, welches als Haus Galingré diente. Auch sonst wurden vorwiegend bereits vorhandene Gebäude adaptiert. Am 3. April 1964 waren die Dreharbeiten in Belgrad beendet. Kameramann war zunächst der Jugoslawe Aleksandar Sekulovic, da Siegfried Hold sich noch in Dubrovnik bei den Dreharbeiten zu Freddy und das Lied der Prärie aufhielt.
Nächster Drehort war Peja in Kosovo, wo das Team das Hotel Metohija bewohnte. Am 6. April begannen hier im Basarviertel die Aufnahmen mit der Szene an der Hufschmiede. Die als Komparsen mitwirkenden Händler mussten nicht einmal besonders eingekleidet werden. In und um Peja entstanden fast alle Aufnahmen, die in einer Ortschaft spielen. Die Herberge, in die Tschita von dem Banditen Manach geschleppt wird, ist das orthodoxe Patriarchenkloster am Rande der Stadt.
Als Anwesen des Schut wurde das mit einer großen Mauer umgebene und einem festungsartigen Tor versehene Manastiri i Deçanit ausgewählt. Eigenständiger Bau des jugoslawischen Filmarchitekten Ivkov Dragoljub war lediglich ein Wachturm am Schut-Anwesen. Am 27. April begannen hier die Dreharbeiten, am nächsten Tag wurde unter Einsatz von 27 Pferden die Szene gedreht, in der die Soldaten das Anwesen des Schuts stürmen. Auch die Schleifszene Karas nahm hier ihren Anfang.
Am 29. April drehte man im ersten Stock des Wirtschaftsgebäudes Karas Verhör durch den Schut. Beim Sprung Karas auf ein bereitstehendes Pferd wäre im Hintergrund die Klosterkirche zu sehen gewesen, sie wurde aber durch aufgehängte Teppiche verdeckt. Die Floßaufnahmen fanden nicht am Originalschauplatz an der Treska statt, sondern vom 4. bis 7. Mai am Fluss Drini i Bardhë in der Nähe von Peja. Das Floß wurde von einem Motorboot gezogen und von einem echten Fährmann gesteuert, die Hauptdarsteller bei ihrem Sturz ins Wasser gedoubelt.
Das dritte Standquartier bildete das Hotel Crna Gora in Podgorica (damals Titograd) in Montenegro. In der Morača-Schlucht wurden das brennende Gehöft von Osko, der Tod Rihs, der Kampf Karas mit den Aladschys, die Schießprobe und die Entlarvung des Mübarek gedreht. Die Szene mit dem Schäfer am Wasserfall und die Flucht Tschitas fanden beim Kloster Morača statt. Für den 15. Mai war der Ritt über die original vorhandene Hängebrücke geplant, doch schlechtes Wetter führte zu einer Beschädigung der Brücke, weshalb zwischendurch auf der Wiese neben der Brücke mit Hilfe einer Morphiumspritze der Tod Rihs dargestellt wurde. Erst am 27. Mai konnte die Brückenszene gedreht werden.
Am 29. Mai wurde in Petrovac na moru die Jachtszene aufgenommen. Die im Film gezeigte Jacht von Sir David Lindsay gehörte dem jugoslawischen Staatspräsidenten Tito. Sie war von der Avala ausgeliehen worden. Danach inszenierte der inzwischen eingetroffene Kameramann Siegfried Hold, der von Siodmak freie Hand erhielt, bis zum 3. Mai auf der weiten Ebene beim Flughafen Titograd die Schleifszene Karas. Der als Barker-Double eingesetzte Jugoslawe Mate Ivancović verletzte sich am 4. Mai am Motiv Teufelsfelsen, so dass die Kampfszenen mit den Aladschys nicht beendet werden konnten.
Ab 5. Mai entstanden in den Avala-Studios in Belgrad der große Saal des Schut, die Szene Tschitas mit der Frau des Schut, die Schuthöhle mit dem Verlies und neben dem Atelier die Bärenszene mit Lindsay und Archie. Am 16. Juni fanden die letzten Aufnahmen in Berlin in den Studios der CCC mit dem Keller der Herberge und die Unterwasseraufnahmen statt.
Um mit einem künstlichen Hintergrund die fehlenden Teile des Kampfes mit den Aladschy-Brüdern nachzuholen, begab man sich mit dem Lex-Barker-Double Heiko Sembt-Schroer in die Studios der Berliner Union-Film, da diese über eine Rückprojektionsanlage verfügten. Die letzte Szene ist eine Trickaufnahme vom Sprung Karas mit Rih über die Verräterspalte. Kara Ben Nemsis schwarzes Pferd Rih ist dabei beim Sprung über die Schlucht plötzlich braun, was aufmerksamen Zuschauern später unangenehm auffiel. Am 22. Juni waren die Aufnahmen offiziell beendet.
Die Uraufführung erfolgte am 20. August 1964 in der Barke in Hamburg.

## Synchronisation
Für die Synchronarbeit war Hans F. Wilhelm verantwortlich. Ralf Wolter, Friedrich von Ledebur, Dieter Borsche und Chris Howland sind mit ihren eigenen Stimmen zu hören.
| Rolle            | Darsteller           | Synchronsprecher      |
| ---------------- | -------------------- | --------------------- |
| Kara Ben Nemsi   | Lex Barker           | Gert Günther Hoffmann |
| Tschita          | Marie Versini        | Ursula Heyer          |
| Annette Galingré | Marianne Hold        | Inge Landgut          |
| Nirwan           | Rik Battaglia        | Rainer Brandt         |
| Omar             | Dušan Janićijević    | Gerd Martienzen       |
| Nebatja          | Eva Balaš            |                       |
| Barud            | Renato Baldini       | Hellmut Grube         |
| Manach           | Jovan Janićijević    | Claus Holm            |
| Imer             | Nikola Popović       | Toni Herbert          |
| Tschitas Vater   | Janez Vrhovec        | Arno Paulsen          |
| Henri Galingré   | Pierre Fromont       |                       |
| Simone           | Olga Brajović        | Christel Merian       |
| 1. Aladschy      | Živojin Denić        | Manfred Meurer        |
| 2. Aladschy      | Dušan Perković       | Herbert Knippenberg   |
| Nirwans Frau     | Maria Grazia Francia | Agi Prandhoff         |

## Gagen
- Lex Barker: 196.205,50 DM
- Chris Howland: 37.494,00 DM
- Marie Versini: 35.000,00 DM
- Dieter Borsche: 34.000,00 DM
- Ralf Wolter: 31.000,00 DM
- Rik Battaglia: 26.000,00 DM
- Friedrich von Ledebur: 16.000,00 DM
- Robert Siodmak: 80.000,00 DM für Regie, 30.000,00 DM für das Drehbuch
- Georg Marischka: 25.000,00 DM für das Drehbuch
- Manfred Korytowski: 12.432,88 DM für die Produktionsleitung

Nebendarsteller Chris Howland erhielt, nach Lex Barker, unter den Schauspielern die zweithöchste Gage für den Film, was für seine damalige Popularität spricht.

## Kritiken
„Es ist – in dieser Art – ein guter Film. Und wahrscheinlich der beste Karl-May-Film, der bisher gedreht worden ist. Robert Siodmak ist ein geschickter Regisseur, der seine Schauspieler sehr überzeugend handeln läßt. Was diesen Film vor anderen rangieren läßt, ist ganz klar: Er wurde mit Humor und Charme gemacht.“

„Wen rührt nicht die Gebrochenheit des Hadschi Halef Omar, der von seinem Kumpan Kara Ben Nemsi am Schluß verlassen wird? Soviel edle Freundschaft bleibt selbst angesichts der rassigen Marie Versini unangefochten.“

„Lex Barker, inzwischen abonniert auf die Rolle mit dem Henrystutzen, gibt sich wohltuend wortkarg, während seinem Adlatus, dem ewig quasselnden Hadschi Halef, von Ralf Wolter nicht der rechte Pfiff mit auf den Weg gegeben wird: Seine Späße und Nörgeleien werden dem literarischen Original nicht gerecht.“

„Karl May wird durch den Wolf gedreht. Von einer präzisen Konzeption, von einem durchgehenden Stil ist nichts zu spüren. Obwohl sich Siodmak sichtlich um Sorgfalt bemüht, reiht sich ein Klischee ans andere; die Kulisse des Balkan bleibt – abgesehen von einigen atmosphärischen Schönheiten – bunte Postkarte.“

„Einer der besten Karl-May-Filme, obwohl für heutigen Geschmack die komischen Elemente zu sehr überwiegen.“

„Spannende, durch heitere Passagen aufgelockerte Unterhaltung.“

## Auszeichnungen
- Goldene Leinwand für über drei Millionen Besucher innerhalb von zwölf Monaten, verliehen am 28. September 1965 im Rivoli, Hannover, anlässlich der Uraufführung von Durchs wilde Kurdistan. Am Ende der Kinosaison 1964/65 rangierte Der Schut auf dem dritten Platz nach Winnetou 2. Teil und Unter Geiern.
- Kein Filmprädikat erhielt Der Schut von der Filmbewertungsstelle Wiesbaden. Im Gutachten hieß es, auch in einem Abenteuerfilm dieser harmlosen Art dürfe nicht zu viel Unmögliches vorgeführt werden. Als Beispiel wurde erwähnt, dass nach dem kilometerweiten Schleifen Kara Ben Nemsis nicht einmal der Anzug des Helden gelitten habe.